# Zonocryptus superbus
Zonocryptus superbus là một loài tò vò trong họ Ichneumonidae.